# 박재동
박재동(朴在東, 1952년 12월 20일 ~ )은 대한민국의 만화가이다. 1974년에 만화가로 등단한 그는 경상남도 출생으로 현재 한국예술종합학교 교수로 있다. 배우자는 연기자 김선화이다.

## 이력
- 부산 성북초등학교 졸업.
- 부산고등학교 졸업.
- 1976년 서울대학교 회화과 졸업.
- 서울대학교 대학원 미술교육학과 미술학 석사 졸업
- 1979년 서울 휘문고등학교 교사로 재직.
- 1981~1987년 서울 중경고등학교 교사로 재직.
- 1988년 한겨레신문 입사.
- 1989년 '환상의 콤비' 발표.
- 1996년 애니메이션 회사 (주)오돌또기 대표.
- 2001년 한국예술종합학교 교수.
- 2009년 한겨레신문 '박재동의 손바닥 아트' 연재중.

## 수상 경력
- 2009년 제10회 대한민국 국회대상 올해의 만화가상

## 방송 출연
- 1996년 5월 17일 KBS 퀴즈탐험 신비의 세계
- 2010년 5월 8일 KBS1 TV는 사랑을 싣고

## 논란
- 2018년 2월 26일 SBS 8시 뉴스에서는 박재동 만화가의 성추행 의혹이 보도되었다.